# Kikin servis za dostavljanje
Kikin servis za dostavljanje (jap. Majo no takkyubin) je japanski anime dječji film fantastike iz 1989. kojeg je režirao Hayao Miyazaki, kojemu je to peti dugometražni animirani film. 

## Radnja
U nekom izmišljenom svijetu živi 13-godišnja djevojčica-vještica Kiki, čija je jedina moć sposobnost letenja na metli. Na svoj 13. rođendan mora, po tradiciji vještica, otići u neki udaljeni grad i tamo samostalno živjeti godinu dana vježbajući pri tome svoje vještičje sposobnosti. Vesela Kiki bez oklijevanja uzima metlu za letenje i svoju mačku Jiji koja može govoriti, oprosti se s roditeljima te napusti svoj dom jedne večeri. Nakon dugog leta stigne u jedan grad na obali i odluči tamo živjeti. Nakon početnih neugodnosti, nalazi smještaj u jednoj pekari i otvara svoj servis za dostavu po kućama. Usprkos početnim neslaganjima, sprijatelji se s dječakom Tombom. Jednog dana Kiki izgubi sposobnost komuniciranja s mačkom Jiji te sposobnost letenja na metli. Stoga padne u depresiju. Ipak, kada Tombi bude ugrožen život, Kiki uspije povratiti svoje sposobnosti, spasi ga i nastavlja sretno živjeti.

## Glasovi
- Minami Takayama - Kiki
- Rei Sakuma - Jiji
- Kappei Yamaguchi - Tombo
- Keiko Toda - Osono
- Mieko Nobusawa - Kokiri

## Nagrade
- Osvojen Kinema Junpo Award (najbolji japanski redatelj Hayao Miyazaki).
- Osvojen Mainichi Film Concours (najbolji animirani film).
- Osvojena nagrada Japanske akademije (najpopularniji film).

## Zanimljivosti
- Koncept u kojem se mlada djevojka vještica teško snalazi u modernom svijetu i ima prijatelja mačku koja govori se kasnije kopirala u nekim filmovima i serijama, npr. u "Sabrini, maloj vještici."
- Kada junakinja Kiki s metlom stigne u grad biva u jednoj sceni skoro udarena od autobusa koji ima naslov "Ghibli", što je naziv studija u kojem radi Miyazaki.
- Miyazaki je inspiraciju za dizajn grada u kojem stigne Kiki dobio u Švedskoj, gdje je s ekipom obišao grad Stockholm.
- Film je dva puta izdan u SAD-u na DVD-u, 1998. i 2003.

## Kritike
"Kiki's Delivery Service" je topla i nježna priča koja sa simbolima govori o temama odrastanja i promjenama u životu a jedan od najzanimljivijih aspekata filma je njegovo prigušeno bavljenje Kikinim ulaskom u adolescenciju. Tako je kritičar Raphael See na siteu Themanime.org napisao: "I još jedan klasik anime velikana Hayaa Miyazakija. Makar Kiki nema toliko akcije kao Laputa i ne posjeduje takvu grandioznost Nausikaje, ipak uspijeva ponuditi nešto za svakoga. To je šarmantna kriška života sa zdravim dodirom stare Miyazakijeve čarolije...Umjesto neke priče o spašavanju i pustolovini, dobivamo dragocjen pogled u život mlade djevojke koja se uči samopouzdanja i snalaženja u svakodnevnom životu. I kao svaka Miyazakijeva djevojka, Kiki je osoba za koju navijamo, a posjeduje i nevinost i šarm djeteta koje još nije izgubilo idealistički pogled na svijet". Na siteu Animeacdemy.com Kain je također hvalio film: "Nikada nisam odbio anime studija Ghibli i ne namjeravam to učiniti ni sada. Kupite i uživajte u ovom filmu!"
U svojoj recenziji filma kritičar James O'Ehley je napisao: "S toliko puno zlonamjernih i neugodnih ostvarenja koja plutaju po modernoj kulturi, nešto tako dobroćudno kao ovo zbilja djeluje kao pravo iznenađenje". Walter Chaw je komentirao: "Označen je gorko-slatkom kvalitetom koja prati priču koja prelazi od roditelja koji gube dijete preko adolescencije sve do tog djeteta koje pronalazi i gubi svoju prvu ljubav u stranom gradu" dok je Jeffrey M. Anderson jednostavno zaključio: "Jedan od najboljih animiranih filmova svih vremena".

## Vanjske poveznice
- Kikin servis za dostavljanje u internetskoj bazi filmova IMDb-a
- Recenzije na Rottentomatoes.com[neaktivna poveznica]
- THEManime.org recenzija
- Animeacdemy.com recenzije